# Daniel Habtemichael
Daniel Habtemichael (1 oktober 1997) is een Eritrees wielrenner die anno 2019 uitkomt voor 7 Eleven Cliqq-air21 by Roadbike Philippines.

## Carrière
In juni 2017 werd Habtemichael vijfde in het nationale kampioenschap tijdrijden, waar Meron Abraham de snelste tijd neerzette. Later dat jaar nam hij onder meer deel aan de Ronde van het Taihu-meer en de Ronde van Fuzhou.
In februari 2018 nam Habtemichael deel aan de Ronde van de Belofte, een nieuw opgerichte Kameroense etappekoers voor beloften. Hier won hij de tweede etappe, door de sprint-à-deux te winnen van Jean-Paul Ukiniwabo.
In 2019 komt Habtemichael uit voor het Filipijnse 7 Eleven Cliqq-air21 by Roadbike Philippines, dat actief is in de continentale circuits. Namens deze ploeg schreef hij in juni het jongerenklassement van de Ronde van de Filipijnen op zijn naam.

## Overwinningen
2018
2e etappe Ronde van de Belofte
2019
Jongerenklassement Ronde van de Filipijnen

## Ploegen
- 2019 –  7 Eleven Cliqq-air21 by Roadbike Philippines